# Monumento ai diritti di Magdeburgo
Il Monumento ai diritti di Magdeburgo o  Monumento alla legge di Magdeburgo (in ucraino Пам'ятник Магдебурзькому праву?, Pam"jatnyk Mahdeburz'komu pravu) è il più antico a Kiev ed è stato innalzato nel 1802. Rappresenta uno dei simboli della città ed è posto sulle rive del Dnepr nel Parco Chreščatyk.

## Storia

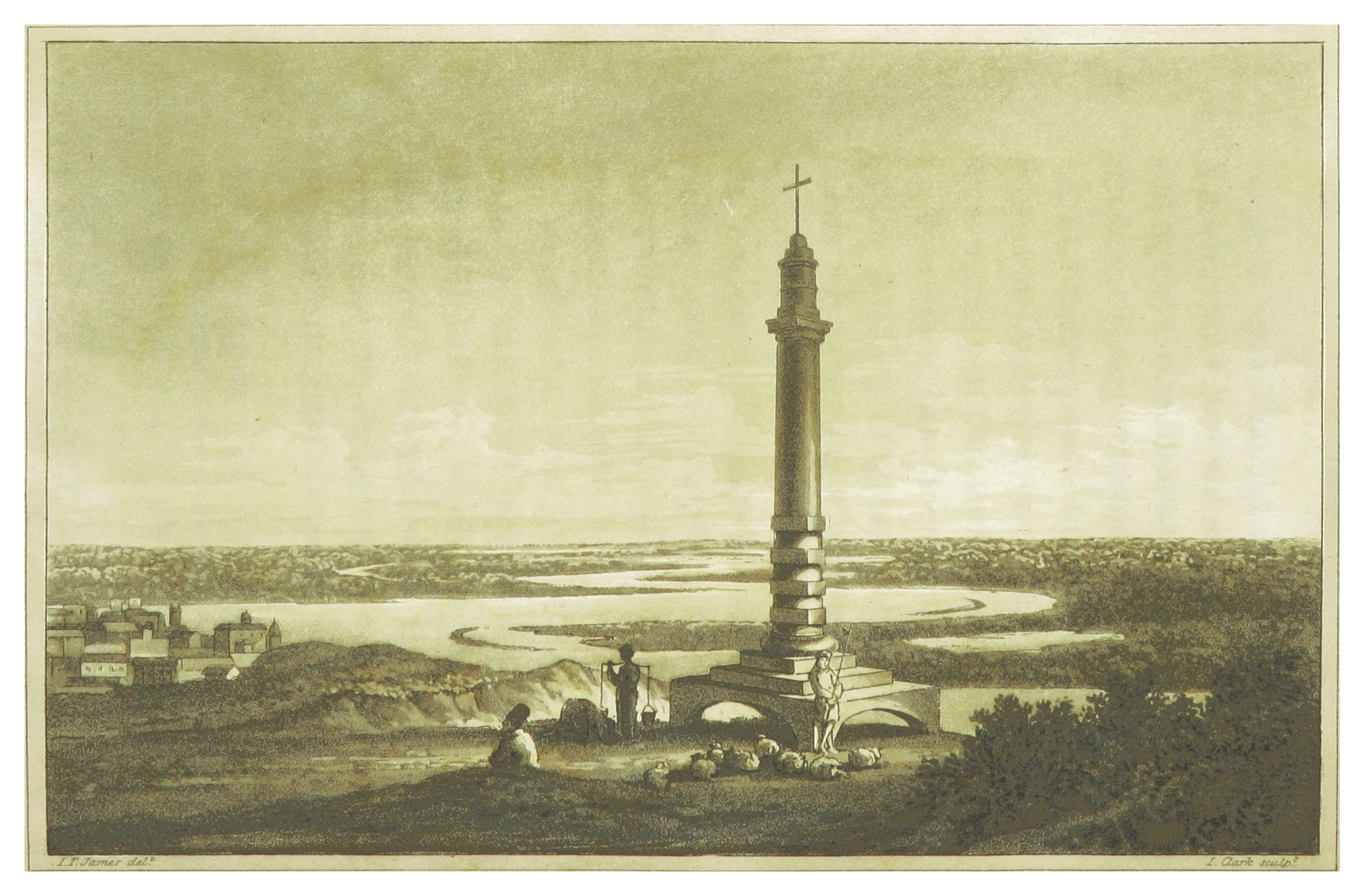
Il monumento in un disegno del 1817

Il monumento è stato innalzato su progetto dell'architetto Andrey Ivanovich Melensky tra il 1802 per commemorare la concessione dei diritti di Magdeburgo alla città di Kiev da parte del re di Polonia Giovanni I Alberto di Polonia tra il 1492 e il 1497.

## Descrizione
Il monumento si trova nel Distretto di Podil, si presenta in stile neoclassico ed è costituito da una colonna di ordine tuscanico sopra la quale appoggia la sfera d'oro sormontata dalla croce. Raggiunge l'altezza di 18 metri e si appoggia sulla grande base con due semiarchi ai lati a sua volta alta 5 metri. Alla base si trovano due targhe che ricordano Vladimir I di Kiev, evangelizzatore della Russia, e l'imperatore Nicola I.

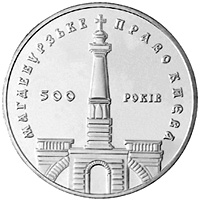
Moneta commemorativa

Al monumento si accede attraverso una lunga scalinata.

## Riconoscimenti
Al monumento è dedicata la moneta commemorativa coniata in Ucraina nel 1999 per ricordare i 500 anni delle leggi di Magdeburgo.